# Thomas Buchmayer
Thomas Buchmayer (Sankt Pölten, 14 febbraio 1971) è un ex tennista austriaco.

## Carriera
In carriera ha raggiunto una finale nel doppio all'Austrian Open nel 1997, in coppia con il connazionale Thomas Strengberger, perdendo da Wayne Arthurs e Richard Fromberg per 6-4, 6-3.
In Coppa Davis ha giocato un totale di 4 partite, ottenendo una vittoria e 3 sconfitte.

## Statistiche

### Doppio

#### Finali perse (1)
| Numero | Anno           | Torneo                   | Superficie  | Compagno            | Avversari in finale            | Punteggio |
| 1.     | 27 luglio 1997 | Austrian Open, Kitzbühel | Terra rossa | Thomas Strengberger | Wayne Arthurs Richard Fromberg | 4-6, 3-6  |